# Prunus nachichevanica
Prunus nachichevanica là loài thực vật có hoa trong họ Hoa hồng. Loài này được Kudr. miêu tả khoa học đầu tiên.